# Octoplasia gigantea
Octoplasia gigantea är en skalbaggsart som beskrevs av Gilbert John Arrow 1906. Octoplasia gigantea ingår i släktet Octoplasia och familjen Melolonthidae. Inga underarter finns listade i Catalogue of Life.